# Jus de poire

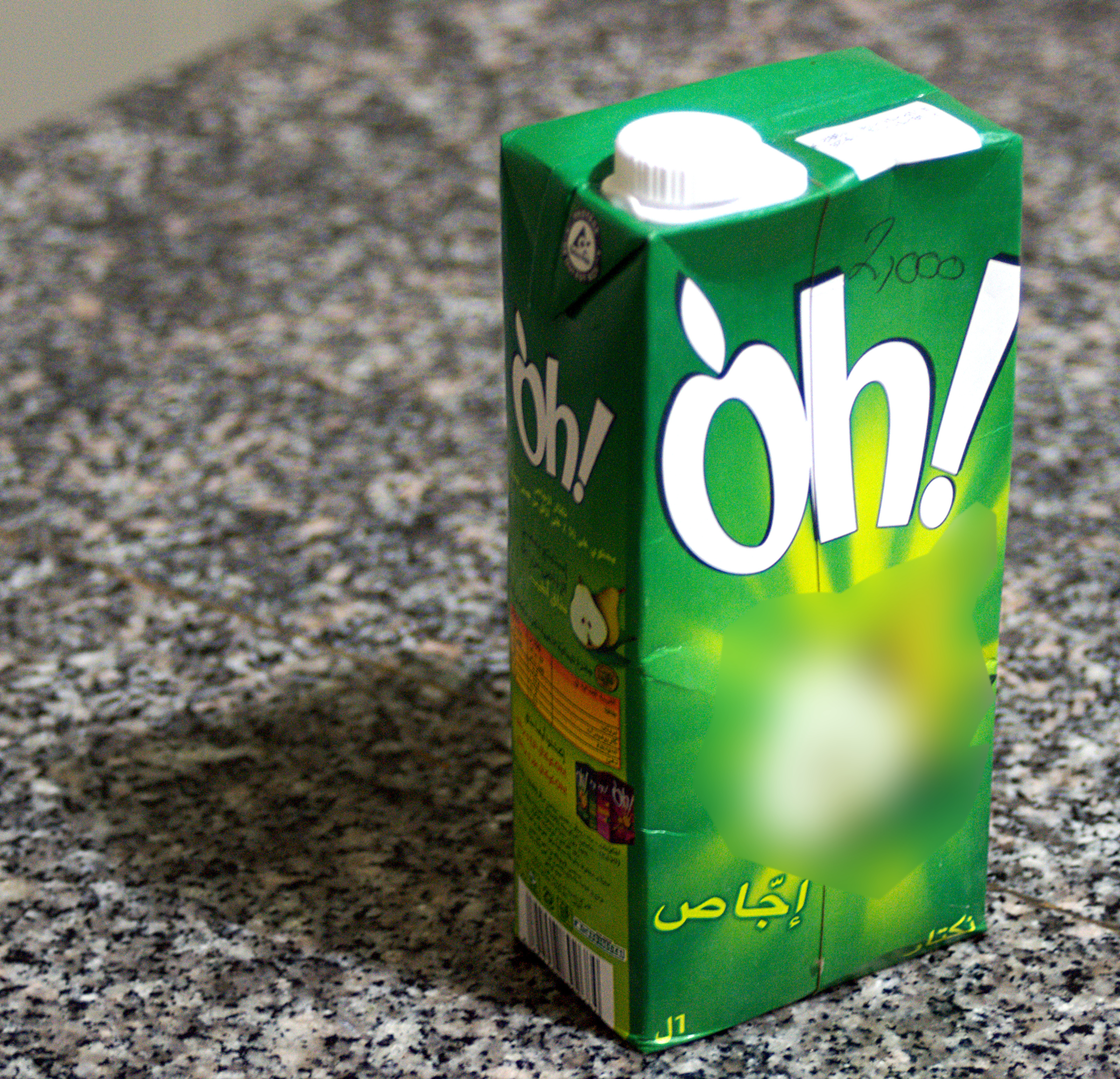
Paquet de jus de poire commercialisé en Tunisie.

Le jus de poire est une boisson réalisée à partir de poires. Ce jus de fruits, servi froid, est généralement épais et trouble.
Par fermentation du jus de poire, on obtient le poiré. Le jus de poire est également à la base de la production du vin cuit suisse ainsi que du Birnenhonig, sirop épais de Suisse centrale. C'est aussi un ingrédient du sirop de Liège